# 調理用電気ストーブ

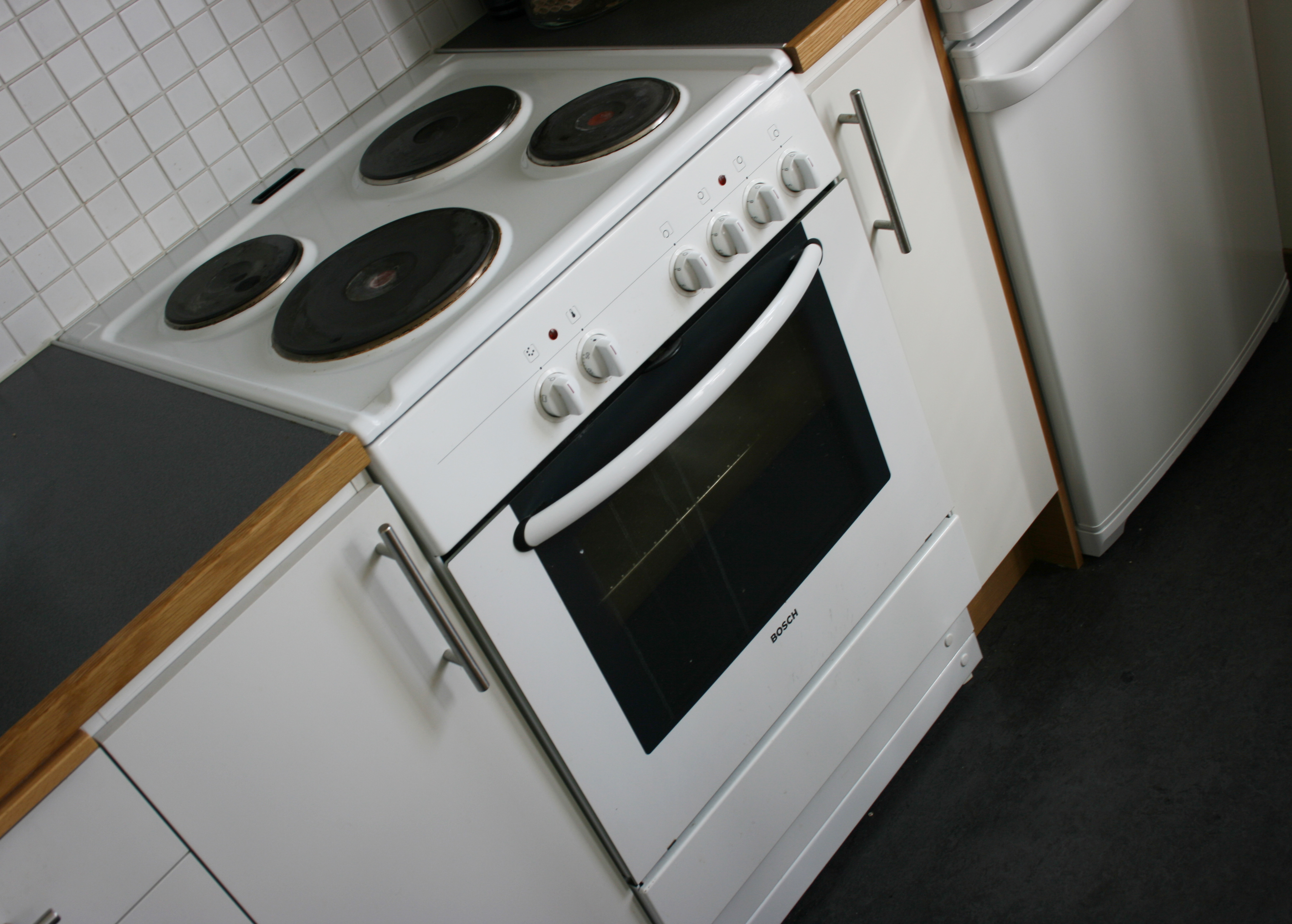
調理用電気ストーブ

調理用電気ストーブ (英語: electric stoveまたは英語: electric range)は一般的に、電気式のオーブンと電気式のコンロが一体化した調理用機器である。電気式調理用ストーブの普及以前は石炭や木材などを用いた調理用ストーブが普及していたが、使用や維持に労力がかかったため、電気式のものに置き換わっていった。しばしばレンジフードが併設される。

## 歴史

### 初期の調理用電気ストーブ
1859年9月20日、ジョージ・B・シンプソンは電池から電力を供給して、白金コイルによって表面を加熱する「電気ヒーター(electro-heater)」の米国特許第25532号を取得した。彼はこの特許の説明文において、部屋を暖めることや水を沸騰させること、食べ物を調理することに役立つと書いている。
その後、カナダ人発明家のThomas Ahearnは1892年に「電気オーブン(Electric oven)」の特許第39916号を出願した。同年、彼はおそらくオタワのホテルで食事を提供するのに、この機器を用いている。1893年、Ahearnの電気ストーブはシカゴ万国博覧会で展示された。当時は電気はまだ普及しておらずあまり知られていない技術であったためか、ガス式の調理用ストーブとは対照的に電気式の調理用ストーブが人々の目を惹くようになるまでに時間がかかった。
1897年、William Hadawayの米国特許第574537号の「自動制御式電気ストーブ(Automatically Controlled Electric Oven)」が承諾された。

### カルグーリー・ストーブ

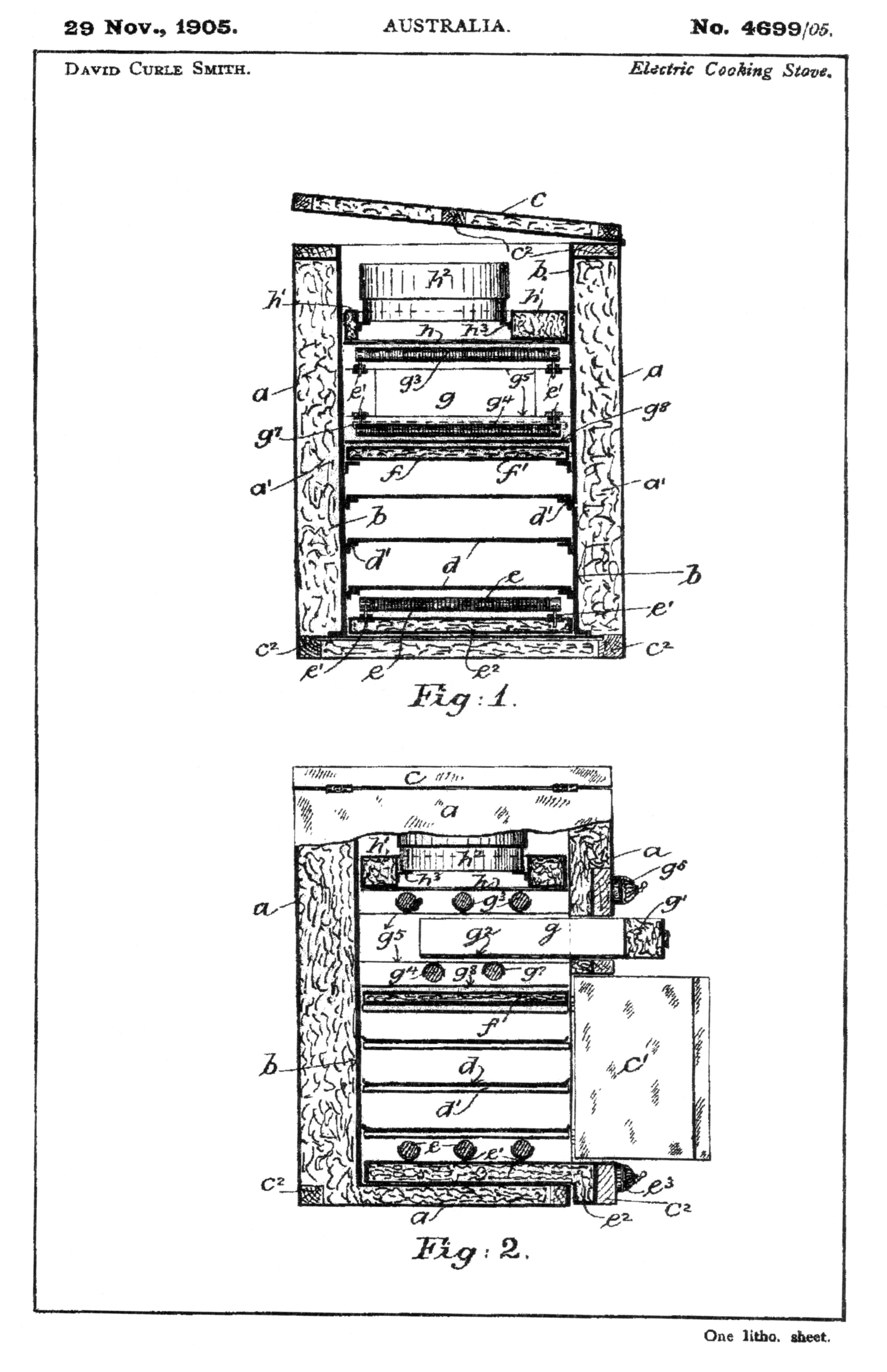
オーストラリア特許No.4699/05の「電気調理ストーブ」を取得した際に提出された図面。「カルグーリー・ストーブ」として知られる。

1905年11月、西オーストラリア州カルグーリーの自治体の電気技師であったDavid Curle Smithはオーストラリア特許No.4699/05として、ホットプレートやグリルトレイを兼ね備えたオーブンの特許を出願した。ホットプレートやグリルトレイを兼ね備えたオーブンの形状はのちに調理用ガスストーブや調理用電気ストーブの主流な形状となる。このストーブにはサーモスタットがついておらず、9つのスイッチ式の装置でこれを制御していた。
特許の承認後、カルグーリー市電気供給局によってカルグーリー・ストーブが生産され、50台ほどが市民に貸し出されたが、コストが問題となって生産と貸し出しは中止された。その後、第一次世界大戦時の銅回収によってすべてのカルグーリー・ストーブは回収され、1台も現存しない。
なお、カルグーリー・ストーブの供給にあたってはDavid Curle Smithの妻のH. Nora Curle Smithが「Thermo-Electrical Cooking Made Easy」という161品のレシピを乗せた世界初の調理用電気ストーブを用いる料理本を著し、1907年3月に出版されている。

### 普及
初期の調理用電気ストーブは都市ガス式や固形燃料式のストーブに比べて電力コストが著しく、電力供給量も限られていて、温度調節も難しく、発熱体も故障しやすかった。ニクロム合金の抵抗線が発熱体として用いられるようになってからは、電力コストや耐久性が向上した。
アメリカ合衆国では1908年に3つの調理用電気ストーブを発売していたが、1920年代までは電気ストーブはまだ目新しいものととらえられ、普及率も低かった。1930年代までに電力消費にかかるコストが減少し、形式も改良が進んだため、電気式調理用ストーブが次第に普及していった電力需要の喚起のために電力会社による電気ストーブをはじめとする家庭用電化製品のマーケティングが行われた。農村電化が広く行われた時期には、電気ストーブによる料理の実演も広く行われていた。

### 改良

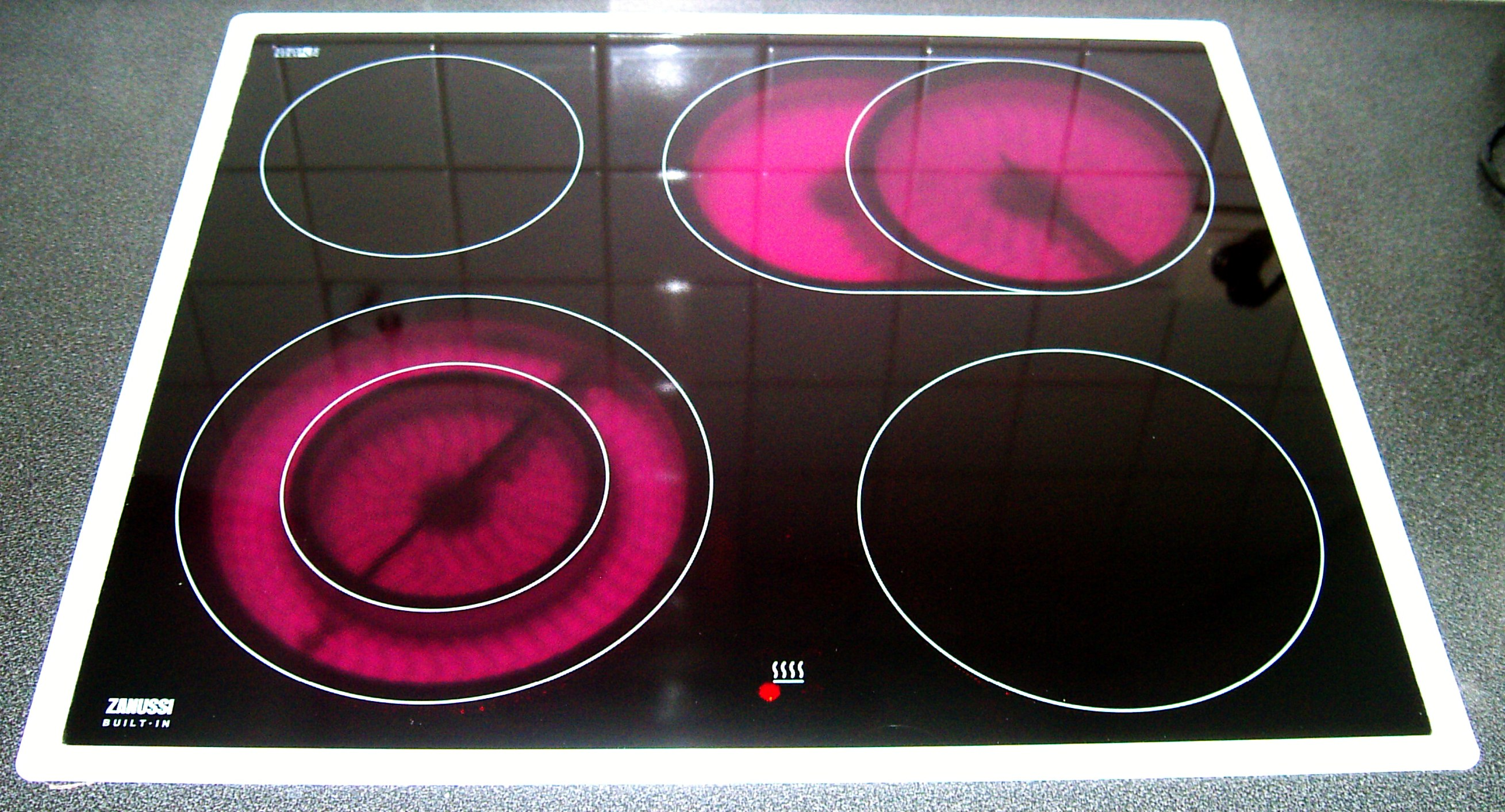
電磁調理器のクックトップ

初期の調理用電気ストーブには加熱抵抗コイルによって、鍋を乗せる鉄のホットプレートを加熱していた。その後、中空の金属管に抵抗線とマグネサイトを詰めた複合発熱体をらせん状に巻いたものが用いられるようになった。
1970年代にはクックトップに結晶化ガラスを用いたものが現れた。結晶化ガラスは熱伝導率が極めて低く、熱膨張率もゼロに近いが、赤外線を通しやすい。この場合、発熱体として電気加熱コイルやハロゲンランプが用いられる。 
その後、電磁調理器が登場するが、これは電磁誘導によって加熱するために強磁性の調理器具しか使えない。